# ルーク・エヴァンズ
ルーク・ジョージ・エヴァンズ（Luke George Evans, 1979年4月15日 - ） は、ウェールズの俳優、歌手、実業家。身長183cm。体重86kg。現在はロンドン在住。ルーク・エヴァンスと表記されることもある。

## 来歴
南ウェールズにあるRhymney ValleyのAberbargoedで生まれ、デイビット・エヴァンズとイボンヌ・エヴァンズの間に一人っ子として育つ。17歳の時にカーディフに移り、そこでルイーズ・ライアン監督（歌のコーチ）のもとで学ぶ。奨学金を得て1997年にはキングズクロス、ロンドンにあるThe London Studio Centreにて学び、2000年に卒業する。
2000年から2008年にかけて『レント』『ミス・サイゴン』『アベニューQ』などのウェスト・エンド作品に出演する。
30歳の時に初めて映像作品のオーディションを受け、2010年に『タイタンの戦い』でアポロンを演じ、以来アメリカのメジャー映画に出演するようになる。『インモータルズ -神々の戦い-』ではゼウスを演じた。『ホビット』三部作では弓の達人バルドを演じる。
2012年には北村龍平監督のホラー映画『NO ONE LIVES ノー・ワン・リヴズ』に初主演した。2013年にはイギリスBBCドラマ『大列車強盗』のブルース・レノルズ役にて主演したほか、同年に『ワイルド・スピード EURO MISSION』に悪役オーウェン・ショウ役として出演し、ヴィン・ディーゼルやポール・ウォーカーと共演した。
2014年には『ドラキュラZERO』にヴラド・ツェペシュ役として主演したほか、同年6月にはベン・ウィートリー監督のSF映画『ハイ・ライズ』にリチャード・ワイルダー役としての出演が発表された。
2017年にはミュージカル映画『美女と野獣』に悪役ガストン役で出演。
2019年には歌手としてデビュー・アルバム『アット・ラスト』を発表した。2022年には2枚目のアルバム『ア・ソング・フォー・ユー』を発売し、全英アルバムチャートで4位を記録。
2020年、第9回ヴァージン・アトランティック・アティテュード・アワードの年間男性賞に選ばれた。
2023年、"Backstairs Billy"で15年ぶりに舞台出演を果たす。
2024年、ファッションブランドBDXYを設立。ルークとパートナーのフラン、友人でスタイリストのクリストファー・ブラウンによって立ち上げられたこのブランドは男性用下着や水着のみならず蝋燭やアクセサリーなど多彩な品を取り扱っている。
同年、子供時代について綴った自叙伝『Boy from the Valleys: My Unexpected Journey』を出版。

## 私生活

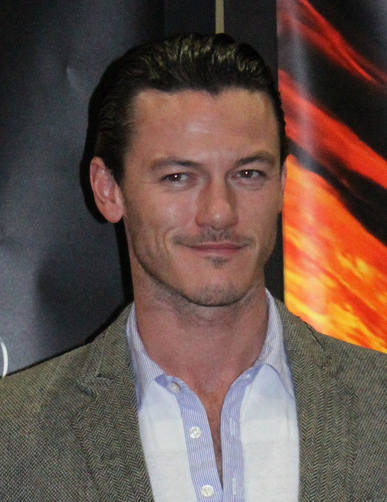
2011年

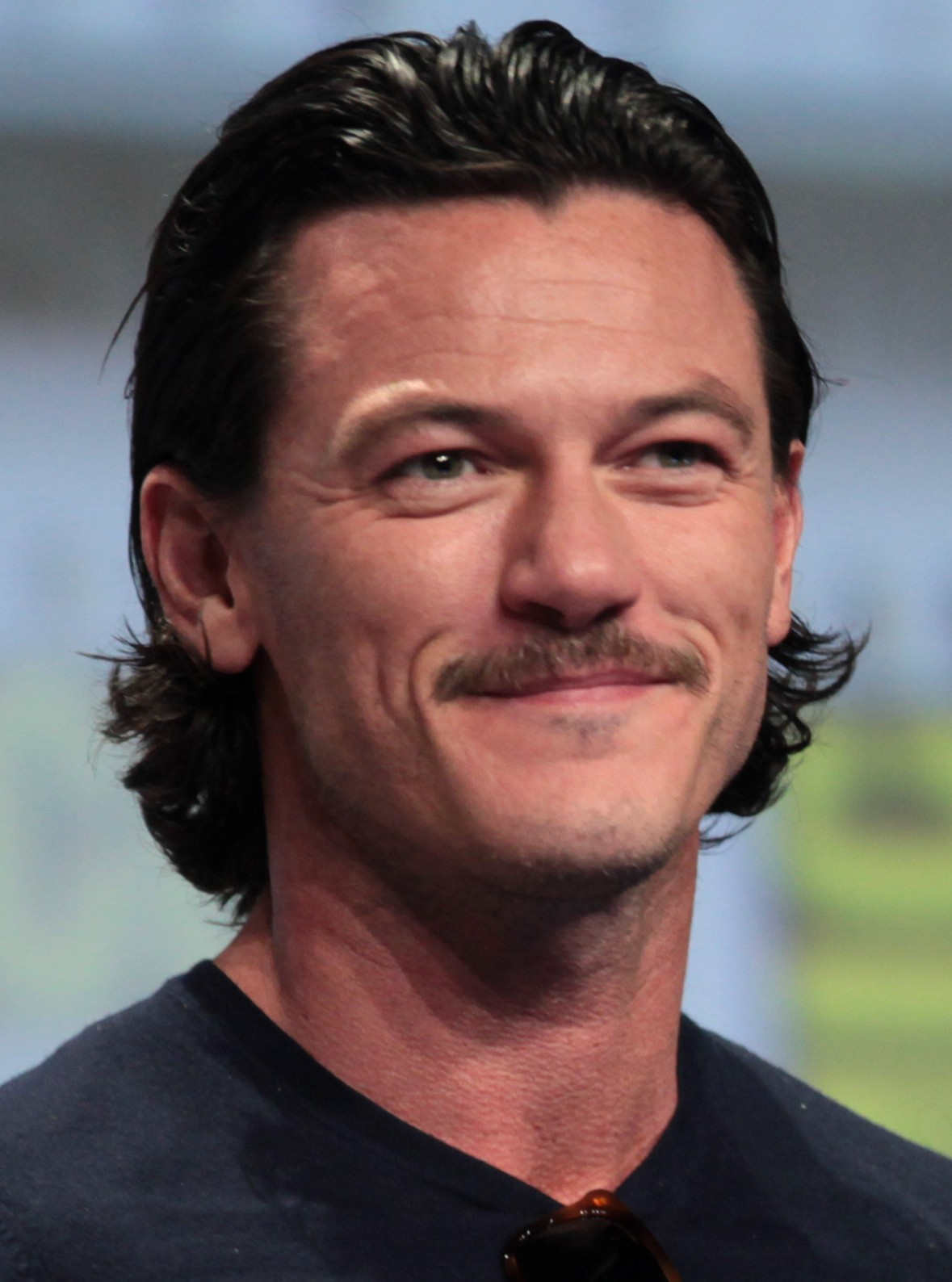
2014年

### 性的志向と恋愛
俳優として活動し始める早い段階から、ゲイであることを告白している。2002年のインタビューでは、「皆僕がゲイであることを知っているし、それを隠そうと思ったことはない」と答えている。また、告白していることで、俳優としての人生に支障が出たことはないというが、幼少期にはゲイであることを理由に学校でいじめを受けていた。
学校を辞めた後の16歳の時に金融会社に入社、20歳年上の上司と交際を始めた。上司が会社をクビになるなどしながらも関係を続けたが、その後年の差によるギャップなどを理由に破局。
2014年から2016年までモデルのジョン・コルタジャレナと交際、2021年からはフラン・トーマスと交際している。

### 性格
自信が無い面があり、「ジムに行くと凄く不安になる。鏡の中の自分を見ると「全然よく見えない」とか「諦めるしかない」と思ってしまう。」というが、時にシャツを脱がなきゃいけない仕事であることで、自分を律することが出来ているといい、健康やある程度の体力を維持することも仕事の一部だと考えている。更にある程度の体力や見た目が問われるような役柄を与えられることも自分が正しい道を歩み続けることが出来る秘訣と語った。
褒められるのは好きだが、同時に恥ずかしくもなる。
俳優としてのキャリアを終えた後に自身のファッションブランドに専念するかと訊かれた際、俳優業を終える事を考えたことが無いと明かし、「俳優というのは嫌になって二度とやりたくないか、ずっと続けるのかのどちらかだと思う。ペースを落としたり、少し休んだりしたとしても、演技するという事を自分自身から離すことはできない。20歳からこの仕事を続けて、25年になるが、未だにセットに入ったり、脚本を読んだりした際に「この役をやりたい」と興奮を覚える。つまり僕はこの仕事をやり続ける上で必要な熱望や喜びを持ち続けているので、他の仕事と並行してやっていけると思う。」と2024年のインタビューで語っている。

### 嗜好
小さい頃は卵が嫌いで、人参の匂いを嗅ぐと吐いていたが、12〜13歳頃から何でも食べるようになった。中でもケバブが好物である。
声を保つためにリコリスティーを愛飲している。
アニメーション映画の中では『バンビ』や『わんわん物語』などを好む。
幸せを感じる場所は好きな人の腕の中だと語っている。
サンダルを嫌っている。

### エピソード
初めて買ったシングルはカイリー・ミノーグの「ラッキー・ラヴ」、人生を変えた曲にはロバータ・フラックの「愛は面影の中に」を挙げている。
癖毛であるため、髪にコンプレックスを抱えている。

## その他
映画『マー -サイコパスの狂気の地下室-』ではペニスを晒すシーンがあるが、ペニスの部分だけが映されており、本人によるものか、代役によるものなのか分からないと噂を呼んだ。これに対してルークは噂に自ら言及し「さて、映画を見て、あのシーンについて不思議に思った人はいるかな。どのことか分かるだろ」とだけツイート、ペニスが本人によるものかどうかについては口を閉ざした。

## フィルモグラフィ

### 映画
| 年   | 題名                                                                            | 役名                                  | 備考                                                | 吹き替え                                        |
| ---- | ------------------------------------------------------------------------------- | ------------------------------------- | --------------------------------------------------- | ----------------------------------------------- |
| 2005 | Taboo                                                                           | ビリー                                | 英2003年公開                                        | N/A                                             |
| 2009 | Don't Press Benjamin's Buttons                                                  | ベンジャミンの父親                    | 短編映画                                            | N/A                                             |
| 2010 | Cowards and Monsters                                                            | ポール                                | 短編映画                                            | N/A                                             |
| 2010 | Sex & Drugs & Rock & Roll                                                       | クライヴ・リチャーズ                  | 日本未公開                                          | N/A                                             |
| 2010 | タイタンの戦い Clash of the Titans                                              | アポロ                                |                                                     | 土田大（劇場公開版） 諏訪部順一（テレビ朝日版） |
| 2010 | ロビン・フッド Robbin Hood                                                      | 暴漢な保安官                          |                                                     |                                                 |
| 2010 | タマラ・ドゥルー 〜恋のさや当て〜 Tamara Drewe                                  | アンディ・コブ                        |                                                     |                                                 |
| 2011 | ブリッツ Blitz                                                                  | クレイグ・ストークス                  | 川原慶久                                            |                                                 |
| 2011 | 三銃士/王妃の首飾りとダ・ヴィンチの飛行船 The Three Musketeers                  | アラミス                              | 津田健次郎（劇場公開版） 置鮎龍太郎（テレビ朝日版） |                                                 |
| 2011 | インモータルズ -神々の戦い- Immortals                                           | ゼウス                                | 東地宏樹                                            |                                                 |
| 2011 | Flutter                                                                         | エイドリアン                          | 日本未公開                                          | N/A                                             |
| 2012 | 推理作家ポー 最期の5日間 The Raven                                              | エメット・フィールズ警視              |                                                     | 宮内敦士                                        |
| 2012 | NO ONE LIVES ノー・ワン・リヴズ No One Lives                                    | ドライバー                            | 津田健次郎                                          |                                                 |
| 2012 | Ashes                                                                           | JB                                    | N/A                                                 |                                                 |
| 2012 | ホビット 思いがけない冒険 The Hobbit: An Unexpected Journey                     | 谷間の町の領主ギリオン                | エクステンデッド・エディションのみ                  |                                                 |
| 2013 | ワイルド・スピード EURO MISSION Fast & Furious 6                                | オーウェン・ショウ                    |                                                     | 東地宏樹                                        |
| 2013 | ホビット 竜に奪われた王国 The Hobbit: The Desolation of Smaug                   | 弓の達人バルド 谷間の町の領主ギリオン | 山路和弘                                            |                                                 |
| 2014 | ドラキュラZERO Dracula Untold                                                   | ヴラド公                              | 東地宏樹                                            |                                                 |
| 2014 | ホビット 決戦のゆくえ The Hobbit: The Battle of the Five Armies                 | 弓の達人バルド                        | 山路和弘                                            |                                                 |
| 2015 | ハイ・ライズ High Rise                                                          | リチャード・ワイルダー                | 井木順二                                            |                                                 |
| 2015 | ワイルド・スピード SKY MISSION Furious 7                                        | オーウェン・ショウ                    | （台詞なし）                                        |                                                 |
| 2016 | キングのメッセージ Message from the King                                        | ポール・ウェントワース                | Netflixオリジナル映画                               | てらそままさき                                  |
| 2016 | ガール・オン・ザ・トレイン The Girl on the Train                                | スコット・ヒプウェル                  |                                                     | 東地宏樹                                        |
| 2017 | 美女と野獣 Beauty and the Beast                                                 | ガストン                              | [ 25 ]                                              | 吉原光夫                                        |
| 2017 | ワイルド・スピード ICE BREAK The Fate of the Furious                            | オーウェン・ショウ                    |                                                     | 東地宏樹                                        |
| 2017 | ワンダー・ウーマンとマーストン教授の秘密 Professor Marston and the Wonder Women | ウィリアム・モールトン・マーストン    | 日本劇場未公開                                      | 上田燿司                                        |
| 2018 | 10x10 テン・バイ・テン 10x10                                                    | ルイス                                | 日本劇場未公開                                      | （吹き替え版なし）                              |
| 2018 | ポイズン あるスキャンダルの秘密 State Like Sleep                                | エミール                              | 日本劇場未公開、WOWOWにて放映 別題『夫の秘密』      | （吹き替え版なし）                              |
| 2019 | マー -サイコパスの狂気の地下室- Ma                                              | ベン・ホーキンス                      | 日本劇場未公開                                      | 藤沼建人                                        |
| 2019 | マーダー・ミステリー Murder Mystery                                             | チャールズ・キャヴェンディッシュ      | Netflixオリジナル映画                               | 東地宏樹                                        |
| 2019 | ANNA/アナ Anna                                                                  | アレクセイ                            |                                                     | 藤真秀                                          |
| 2019 | アンストッパブル Angel of Mine                                                  | マイク                                | （吹き替え版なし）                                  |                                                 |
| 2019 | ミッドウェイ Midway                                                             | ウェイド・マクラスキー少佐            | 桐本拓哉                                            |                                                 |
| 2019 | スタードッグ・アンド・ターボキャット StarDog and TurboCat                       | フェリックス                          | 声の出演                                            | 関口雄吾                                        |
| 2021 | クライシス Crisis                                                               | ビル・シモンズ                        | 日本劇場未公開                                      | 西垣俊作                                        |
| 2022 | ピノキオ Pinocchio                                                              | コーチマン                            |                                                     | 吉原光夫                                        |
| 2022 | スクルージ:クリスマス・キャロル Scrooge: A Christmas Carol                      | エベネーザ・スクルージ                | 声の出演                                            | 山路和弘                                        |
| 2023 | Our Son                                                                         | ニッキー                              |                                                     | N/A                                             |
| 2023 | ため息に乾杯 Good Grief                                                         | オリヴァー                            | てらそままさき                                      |                                                 |
| 2024 | ドライブ・クレイジー:タイペイ・ミッション Weekend In Taipei                     | ジョン・ローラー                      |                                                     |                                                 |
| 2024 | 5lbs of Pressure                                                                | アダム                                |                                                     |                                                 |
| TBA  | World Breaker                                                                   |                                       | ポストプロダクション                                |                                                 |

### テレビシリーズ
| 年        | 題名                                                                | 役名                     | 備考                                   | 吹替               |
| --------- | ------------------------------------------------------------------- | ------------------------ | -------------------------------------- | ------------------ |
| 2013      | 大列車強盗 The Great Train Robbery                                  | ブルース・レノルズ       | ミニシリーズ：2部構成                  |                    |
| 2018-2020 | エイリアニスト The Alienist                                         | ジョン・ムーア           | NetflixオリジナルTVシリーズ 計18話出演 | 東地宏樹           |
| 2020-2021 | Crossing Swords                                                     | King Merriman            | 計20話声の出演                         | N/A                |
| 2021      | ペンブルックシャー・マーダー 21年目の真実 The Pembrokeshire Murders | スティーヴ・ウィルキンス | ミニシリーズ、計3話出演                | 諏訪部順一         |
| 2021      | ナイン・パーフェクト・ストレンジャー Nine Perfect Strangers         | ラース                   | ミニシリーズ                           | （吹き替え版なし） |
| 2022-2023 | エコー3 Echo 3                                                      | バンビ                   | Apple TV+オリジナル作品 計10話出演     | 東地宏樹           |
| TBA       | Criminal                                                            | トレイシー・ローレス     |                                        |                    |

## ディスコグラフィー

### スタジオ・アルバム
| タイトル                                     | 詳細                                                 | 最高順位 | 最高順位 | 最高順位 | 認定            |
| タイトル                                     | 詳細                                                 | UK       | AUS Dig. | IRE      | 認定            |
| -------------------------------------------- | ---------------------------------------------------- | -------- | -------- | -------- | --------------- |
| 『アット・ラスト』 - At Last                 | - 発売日: 2019年11月22日 - レーベル: Luke Evans, BMG | 11       | 30       | 84       | - BPI: シルバー |
| 『ア・ソング・フォー・ユー』- A Song for You | - 発売日: 2022年11月4日 - レーベル: Luke Evans, BMG  | 4        | —        | —        |                 |

### サウンドトラック
| タイトル                                                          | 発売日        |
| ----------------------------------------------------------------- | ------------- |
| 『美女と野獣』オリジナル・サウンドトラック - Beauty and the Beast | 2017年3月10日 |

### シングル
| タイトル                                     | 発売年 | アルバム       |
| -------------------------------------------- | ------ | -------------- |
| "Love Is a Battlefield"                      | 2019   | At Last        |
| "Changing"                                   | 2019   | At Last        |
| "Horizons Blue"                              | 2022   | A Song for You |
| "Come What May" (featuring Charlotte Church) | 2022   | A Song for You |
| "Say Something" (featuring Nicole Kidman)    | 2022   | A Song for You |
| "Only One Of You"                            | 2025   | アルバム未収録 |

## ツアー
- At Last! The Live Tour (2021)[36]